# Humana People to People
A Humana People to People é uma organização que integra uma rede global de organizações não governamentais, tendo como principal objetivo a promoção e implementação de projetos de desenvolvimento. Estes projetos são financiados pelos lucros provenientes da recolha e distribuição de doações de vestuário, bem como por contribuições privadas e públicas. A Humana tem sido alvo de críticas a nível mundial há várias décadas. Existe uma vasta quantidade de reportagens críticas na comunicação social que abordam diversas áreas da rede e a sua liderança.

## Metas
Segundo declarações da própria organização, os seus objetivos abrangem cinco áreas-chave da política de desenvolvimento (dados de janeiro de 2023):
- Recolha e venda de roupa em segunda mão,
- Agricultura sustentável e proteção ambiental,
- Melhoria das condições de ensino (formação de professores, sobretudo em zonas rurais),
- Melhoria dos cuidados de saúde (incluindo o combate ao VIH/SIDA).

De um modo geral, a organização apoia a implementação dos 17 Objetivos de Desenvolvimento Sustentável (Agenda 2030) das Nações Unidas.

## História

### Anos de fundação
A organização precursora, mais tarde integrante da rede, U-landshjælp fra Folk til Folk (UFF) – “Ajuda ao Desenvolvimento de Povo para Povo” – foi fundada na Dinamarca em 1977. Subsequentemente, foram criadas outras filiais com nomes correspondentes nos países escandinavos, bem como sob a designação Development Aid from People to People (DAPP) em países de língua inglesa, e Ajuda de Desenvolvimento de Povo para Povo (ADPP) em países lusófonos. A atual organização Humana People to People foi fundada em 1996, em Genebra, com o objetivo de funcionar como estrutura de coordenação das diversas organizações nacionais afiliadas. Em janeiro de 2005, foi fundado na Alemanha o Humana People to People Deutschland e. V., uma associação sem fins lucrativos cujas principais atividades, segundo declarações próprias, incluem campanhas de recolha de bens e donativos monetários, ações de sensibilização pública, envio de voluntários para centros de formação e projetos no terreno, bem como programas de apadrinhamento de crianças órfãs.
As atividades da federação internacional incluíram ajuda humanitária a refugiados em Moçambique, nomeadamente através da doação de bens, e a construção da escola Chindunduma, no Zimbábue. Entre 1980 e 1985, a organização expandiu a sua atuação tanto na Europa (para fins de angariação de fundos) como em vários países africanos (Angola, Guiné-Bissau, Moçambique, Zâmbia, Zimbábue, e posteriormente Namíbia em 1990, Malawi em 1995, África do Sul em 1997 e, mais tarde, também no Botsuana). Desde 1986, colabora com o movimento One World Center.
Em 1998, foram iniciados projetos na Índia, e em 2005, na China. Em 1983, foi fundado o Frontline Institute, um centro de formação para coordenadores de projetos africanos, inicialmente situado na Dinamarca, e a partir de 1991, no Zimbábue. Desde 1980, a organização tem enviado os chamados solidarity workers (trabalhadores solidários), voluntários em desenvolvimento que, desde o ano 2000, passaram a ser designados como Development Instructors (Instrutores de Desenvolvimento).

### Recolha e envio de roupas usadas

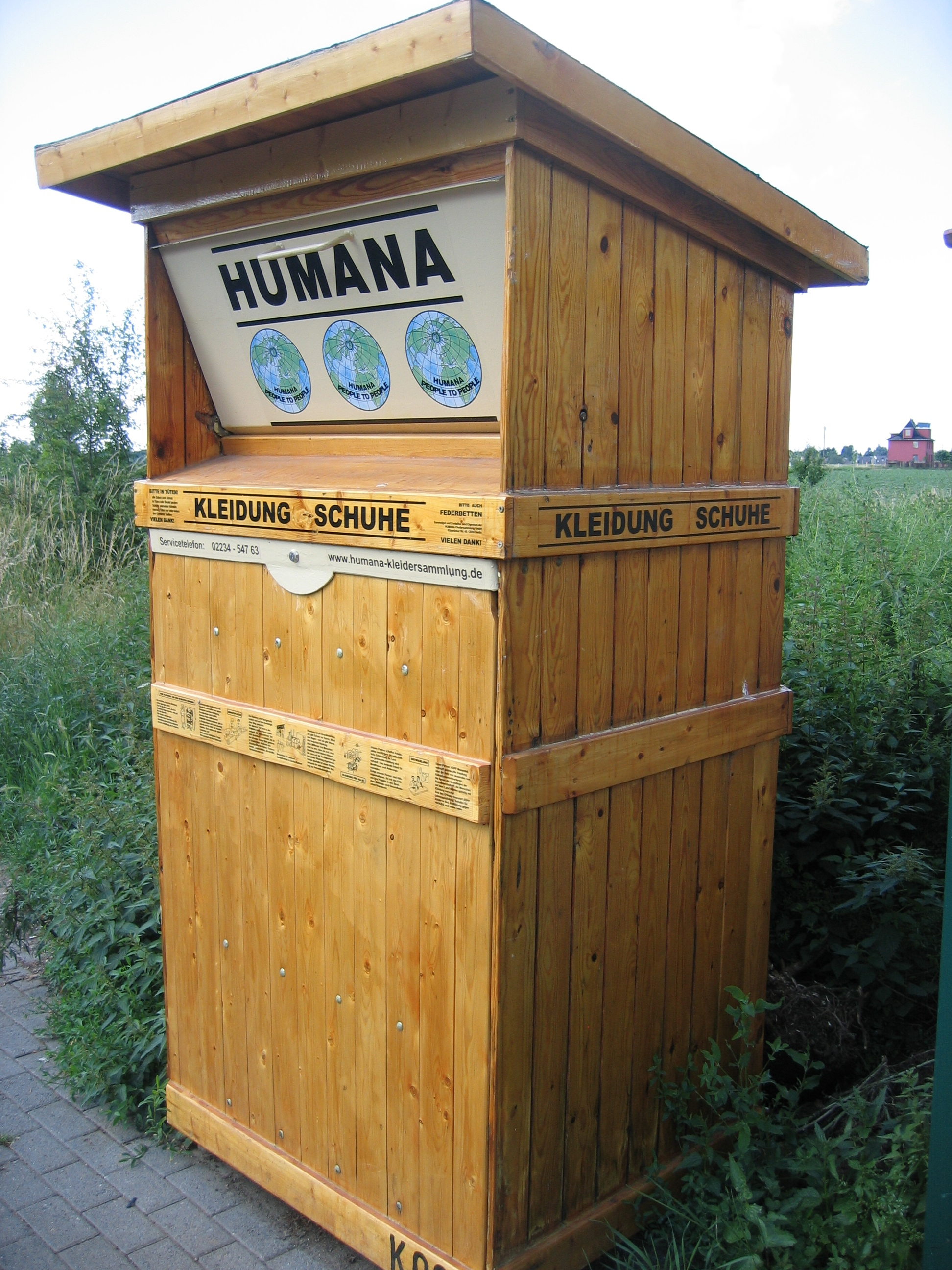
Um contentor de recolha de roupa usada da Humana em Colónia.

Desde meados da década de 1980, a exportação de roupa usada, sobretudo para Moçambique e Angola, foi significativamente expandida. As críticas, por vezes contundentes, a essa prática diminuíram após o final da década de 1990, quando diversos estudos científicos passaram a analisar o tema, o organismo coordenador FairWertung e. V. publicou, em 2005, os resultados do seu “Programa de Diálogo sobre Roupa Usada em África”, fruto de investigações em 20 países africanos, e, desde 2009, foram divulgados artigos como “África precisa do usado”. No entanto, as críticas nunca cessaram completamente.

#### Proibição da utilização de símbolos de utilidade pública
A Direção de Supervisão e Serviços (Aufsichts- und Dienstleistungsdirektion, “ADD”) do estado da Renânia-Palatinado emitiu, a 4 de março de 2009, uma ordem definitiva de proibição da realização de campanhas de recolha de roupa usada nesse estado federado. As recolhas levadas a cabo pela Humana Kleidersammlungs GmbH de Berlim foram interditadas devido à utilização de três globos terrestres no material de divulgação, que transmitiam a ideia de “apoio a uma causa solidária”. A proibição foi justificada pela recusa da empresa em divulgar informações sobre a utilização das doações de roupa e os lucros obtidos com a sua revenda, nomeadamente na Humana Second-Hand-Kleidung GmbH, bem como pela ausência de provas de que a maioria dos donativos (roupas e calçado) tivesse um destino caritativo. Campanhas comerciais não associadas a organizações de utilidade pública, que não utilizem os referidos símbolos dos três globos, não foram abrangidas por esta proibição.

### Desvio de fundos de doações
Um relatório de investigação jornalística revelou, em maio de 2016, que a organização membro norte-americana Planet Aid havia desviado fundos doados através de projetos fictícios em Malawi e Moçambique. Entre os montantes implicados encontravam-se mais de 133 milhões de dólares provenientes de fundos públicos destinados a projetos de saúde e educação em zonas rurais. Funcionários nacionais foram coagidos a transferir parte destes fundos públicos para contas bancárias privadas pertencentes a superiores hierárquicos. Para encobrir a fraude, foram gastos milhões de dólares em faturas e documentos oficiais falsificados.

#### Perda de parceiros institucionais
Na sequência da divulgação das acusações contra a Planet Aid e as suas organizações parceiras, o Fundo das Nações Unidas para a Infância (UNICEF) pôs fim, em agosto de 2016, a todas as formas de cooperação com o parceiro local da rede Humana, Development Aid from People to People (DAPP). Nos três anos anteriores, a DAPP havia recebido mais de 900.000 dólares em apoios financeiros.
Em março de 2017, a UNESCO revogou a atribuição do seu Prémio Internacional de Educação à DAPP e interrompeu todas as ligações com a Humana People to People e as suas organizações afiliadas, na sequência de entendimentos com a UNICEF e o governo britânico, que também rompeu todas as relações com estas entidades.

## Organização e estrutura

### Estrutura da federação de utilidade pública
A Humana People to People é a organização de topo de uma rede ou "federação" composta por 29 organizações afiliadas, presentes em vários países da Europa, África, Ásia e das Américas do Norte e do Sul.

### Parcerias comerciais
A recolha e a comercialização da roupa em segunda mão não são realizadas pelas associações sem fins lucrativos, mas sim por empresas com fins lucrativos. Uma parte relativamente pequena dos lucros dessas empresas é, no final, canalizada para projetos de desenvolvimento levados a cabo pelas organizações membros da federação Humana People to People.
A empresa Humana Kleidersammlung GmbH é parceira da Humana People to People desde 1988. Esta empresa gere a recolha de roupa usada através de contentores em várias cidades da Alemanha, bem como uma unidade de triagem em Berlim, a partir da qual se processa o envio para países do Sul Global.

## Projetos
Em 2009, as 34 organizações associadas (ver infra) operavam 328 projetos activos de desenvolvimento sustentável em 42 países — nomeadamente em África, na Índia e na China, bem como nas Américas do Norte, Central e do Sul e em partes da Europa. Estes projetos incluíam iniciativas de formação de professores, apoio a crianças órfãs, combate ao VIH/SIDA, redução da pobreza através do desenvolvimento comunitário (por exemplo, construção de poços e latrinas), e concessão de microcréditos a pequenos grupos.
Exemplos de campanhas e projetos globais incluem:
- Total Control of the Epidemic — campanha nacional da Humana de combate ao VIH/SIDA.
- Fences for Fuel (Cercas para Combustível) — projeto da Humana People to People India (HPPI) e da Ajuda de Desenvolvimento de Povo para Povo (ADPP) Moçambique, centrado no fornecimento de energia, melhoria de rendimentos e preservação ambiental em aldeias.
- Children’s Town Malambanyama — escola para antigos meninos de rua, criada pela Development Aid from People to People in Zambia (DAPP). Existem ainda outras escolas em Angola, Moçambique e Zimbabué.

## Parceiros e patrocinadores
A organização colabora com os seguintes parceiros, entidades contratantes e patrocinadores:
- Organizações multilaterais: Comissão Europeia, Banco Mundial, Banco Asiático de Desenvolvimento, Fundo das Nações Unidas para a Democracia (UNDEF), Fundo Global de Luta contra o VIH/SIDA, a Tuberculose e a Malária..
- Governos: Angola, Dinamarca, Finlândia, Guiné-Bissau, Países Baixos, Malawi, Moçambique, Namíbia, Noruega, Zâmbia, Espanha, Estados Unidos da América (USAID, USDA, entre outros).
- Empresas: BHP Billiton, ExxonMobil Corporation, Johnson & Johnson, Nokia, Mozal, Sonangol, StatoilHydro.
- Fundações: Audemars Piguet, Beit Trust, FACT Foundation (Fuels from Agriculture in Communal Technology), Fundación Caja Navarra, Fundación MAPFRE, Toyota Foundation, Waterloo Foundation, Will Keith Kellogg Foundation.
- ONGs: Children First, Concern International, Family Health International, Light for the World, Practical Action, Population Services International (PSI), WaterAid, World Vision.

## Críticas

### Críticas gerais ao comércio de roupa usada
'“Quando a importação de roupa usada começou em grande escala, há cerca de dez anos, isso teve consequências devastadoras para a indústria têxtil africana — inúmeras fábricas encerraram desde então.”— Neil Kearney, Federação Internacional dos Trabalhadores Têxteis ITGLWF

### Ligações ao grupo Tvind
A organização é alvo de controvérsia devido à sua alegada ligação ao grupo dinamarquês Tvind. A sua estrutura organizacional é considerada, em parte, opaca, e tem sido criticada pela confusão entre objetivos comerciais e finalidades de desenvolvimento.

### Utilização dos fundos provenientes de doações
Antigos voluntários acusam a organização de explorar estagiários — por exemplo, na Alemanha ou no Reino Unido — como mão de obra regular, mas não remunerada. Além disso, afirmam que, no estrangeiro, especialmente em África, a ajuda ao desenvolvimento é ineficaz ou inexistente.
Ex-colaboradores de um projeto de combate ao VIH/SIDA na Zâmbia relataram que, durante um período de seis meses, não chegou qualquer financiamento da Alemanha, sendo necessário gerar receitas localmente através da venda de roupa usada.

Segundo uma declaração do próprio ramo alemão da associação, em 2004 apenas 57.000 euros foram transferidos da Alemanha para África.
De acordo com uma análise da Danwatch, apenas 13% das receitas das organizações Humana europeias são destinadas a projetos no Sul Global, enquanto 87% permanecem na Europa.
O Bundesministerium für wirtschaftliche Zusammenarbeit und Entwicklung (BMZ, Ministério Federal da Cooperação Económica e Desenvolvimento da Alemanha) excluiu a Humana, em 2009, do novo programa “Weltwärts”, que apoia o envio de voluntários para o estrangeiro. Burkhard Wilke, do Centro Alemão para Informação sobre Fundos (DZI), classificou a Humana como uma organização “não transparente e não credível”.

## Reportagem de TV
- ZDF Magazin Royale a partir de 25 de outubro de 2024 com foco na Humana

## Prêmios
- Em 2000, a organização recebeu 1. Prêmio da AGFUND (“Programa do Golfo Árabe para o Desenvolvimento das Nações Unidas”) para o projeto “Controle Total da Epidemia” (combate ao HIV/AIDS na África ).[23]
- Em 2002, o projecto Humana “Controlo Total da Epidemia nos Distritos de Boane, Matola e Maputo ” recebeu o prémio “Shaping the Future Award” da “GenerationEurope”.[24]
- No dia 26 Em Novembro de 2003, o projecto “Controlo Total da Epidemia” recebeu o prémio “Prémio de Ouro Estrelas de África” na área da saúde e VIH/SIDA pela “ inovação e criatividade, eficácia e efectividade, sustentabilidade, fiabilidade, concretização dos objectivos”.[25]
- Em 9 de maio de 2006, o presidente Paul Wolfowitz entregou um prêmio do Banco Mundial para “Projetos inovadores com serviços de água, saneamento e energia para pessoas pobres ” à “Humana People to People India” por seu projeto “Cercas para Combustível”.[26]
- Em 13 de junho de 2006, a organização recebeu o primeiro Prêmio do Fundo OPEP para o Desenvolvimento Sustentável em reconhecimento ao seu trabalho na África Austral. O Fundo da OPEP para o Desenvolvimento Internacional (OFID) é parceiro da Humana People to People desde 2001.[27]
- Em 4 de setembro de 2009, a organização recebeu o 1º Prêmio Nacional Lifebuoy – Saúde Infantil pelo trabalho exemplar na promoção da higiene em escolas primárias estaduais. O premiado projeto “Educação em Saneamento e Higiene Escolar” trabalhou com crianças em idade escolar em 100 escolas públicas em 4 distritos de Uttar Pradesh .
- Em 29 de agosto de 2012, as Faculdades de Formação de Professores da Humana People to People em Moçambique receberam o Prêmio Steve Sinnott para Professores da Comunidade pelo projeto "Professores do Futuro" por introduzir métodos de ensino modernos usando recursos locais em áreas rurais.[28]

### Sítios oficiais das organizações-membro
- Angola: Ajuda de desenvolvimento de Povo para Povo em Angola (Português)
- Botsuana: Humana People to People Botsuana (Inglês)
- Brasil: Humana Povo Para Povo Brasil (português e inglês)
- Bulgária: Humana Bulgaria (Inglês)
- China: Escritório do Projeto de Cooperação Humana entre Pessoas da Província de Yunnan (Chinês + Inglês)
- Dinamarca: U-landshjælp fra Folk til Folk Humana People to People (dinamarquês)
- Alemanha: Humana People to People Deutschland e. V. (Alemão), Humana Second Hand & Vintage (Alemão), Humana Kleidersammlung GmbH (Alemão)
- Estônia: Ühendus Humana Estônia (estoniano + inglês)
- Finlândia: Associação Nacional para a Promoção da Cultura Popular na Finlândia (Finlandês + Inglês)
- Reino Unido: Planet Aid UK Ltd. (inglês), DAPP UK (inglês)
- Guiné-Bissau: Ajuda de desenvolvimento de Povo para Povo ná Guiné Bissau (Português)
- Índia: Humana People to People India (Inglês)
- Itália: Humana People to People Italia ONLUS (italiano)
- Lituânia: Humana People to People Baltic (Lituano + Inglês)
- Malawi: Ajuda ao Desenvolvimento de Povo para Povo no Malawi (Inglês)
- Moçambique: Associação Moçambicana para a Ajuda de Desenvolvimento de Povo para Povo (Inglês)
- Namíbia: DAPP na Namíbia (Inglês)
- Holanda: Stichting Humana (holandês)
- Noruega: U-landshjelp fra Folk til Folk Norge (norueguês)
- Áustria: HUMANA People to People – Associação para a Cooperação para o Desenvolvimento (Alemão)
- Polônia: Humana People to People Polska Spoo (polonês), Humana Secondhand Poland (polonês)
- Portugal: Associação Humana (Português)
- Zâmbia: Ajuda ao Desenvolvimento de Povo para Povo na Zâmbia (Inglês)
- Suécia: Associação de Direitos Humanos da Suécia (sueco)
- Zimbábue: Ajuda ao Desenvolvimento de Povo para Povo no Zimbábue (Inglês)
- Espanha: Humana Espanha (Espanhol)
- África do Sul: Humana People to People na África do Sul (Inglês)
- EUA: Planet Aid. Inc. (Inglês)
- Federação de Associações Ligadas ao Movimento Internacional Humana People to People: Federação de Associações Ligadas ao Movimento Internacional Humana People to People (Inglês)

### Artigos críticos sobre a Humana
- As roupas fazem o homem Data do artigo
- Página crítica sobre a Humana (Inglês)
- «Brief information on Tvind». staff.hum.ku.dk (em inglês). Jes Fabricius Møller. 18 de março de 2010. Consultado em 19 de junho de 2022. Cópia arquivada em 18 de março de 2012

## Citações
1. ↑  «Who We Are» (em inglês). Humana People to People. Consultado em 24 de janeiro de 2023
2. ↑  «They say that their second-hand clothing shops fund development projects, but 87% of that revenue stays in Europe – Danwatch» (em inglês). 8 de fevereiro de 2021. Consultado em 24 de janeiro de 2023
3. ↑  «HUMANA PEOPLE TO PEOPLE DEUTSCHLAND e. V.». Consultado em 24 de janeiro de 2023
4. ↑  Humana People to People – Global Leader in Development – Where we work (Memento vom 11. abril 2014 im Internet Archive), abgerufen am 5. Juni 2014
5. ↑  Luso-Kurzgutachten Nr. E 5029-1/1997 im Auftrag des deutschen Bundesministeriums für wirtschaftliche Zusammenarbeit und Entwicklung
6. ↑  Von Texaid in Auftrag gegebene Studie der Schweizerischen Akademie für Entwicklung
7. ↑  Dachverband FairWertung e. V. "Ergebnisse des Dialogprogramms Gebrauchtkleidung in Afrika" 2005
8. ↑  Gebrauchtkleidung in Afrika. Jahresbericht 2004/05 des Dachverbandes FairWertung e. V.
9. ↑  Francisco Mari (26 de outubro de 2012). «Afrika braucht das Gebrauchte | Welt-Sichten». welt-sichten.org (em alemão). Verein zur Förderung der entwicklungspolitischen Publizistik. Consultado em 19 de junho de 2022
10. ↑  Jobs aus unserem Kleiderschrank (vom 4. März 2010)
11. ↑  ADD: Pressemitteilung Nr. 75 vom 22. Juni 2009 ADD untersagt HUMANA-Kleidersammlung GmbH Sammlungen für den guten Zweck" in Rheinland-Pfalz Arquivado em [Falta data] na add.rlp.de [Erro: arquivo url desconhecido] (abgerufen am 17. Juni 2019)
12. ↑  Matt Smith, Amy Walters, Kandani Ngwira (23 de maio de 2016). «US taxpayers are financing alleged cult through African aid charities» (em inglês). The Center for Investigative Reporting. Consultado em 24 de janeiro de 2023
13. ↑  «UNICEF cuts ties with questionable NGO in Malawi». The World (em inglês). Consultado em 24 de janeiro de 2023
14. ↑  Matt Smith (28 de março de 2017). «On second thought: UNESCO rescinds prize for scrutinized aid group» (em inglês). Consultado em 24 de janeiro de 2023
15. ↑  «Who We Are» (em inglês). Consultado em 24 de janeiro de 2023
16. ↑  http://www.datum.at/artikel/kleider-machen-leute/ Em falta ou vazio |título= (ajuda)A página Predefinição:Vorlage:IconExternal/styles.css não tem conteúdo.http://www.datum.at/artikel/kleider-machen-leute/ Em falta ou vazio |título= (ajuda)
17. ↑   «Humana People to People : (Broschüre)» (PDF). planetaid.org (em inglês). Consultado em 19 de junho de 2022. Cópia arquivada (PDF) em 28 de novembro de 2010 line feed character character in |título= at position 24 (ajuda)A página Predefinição:Vorlage:IconExternal/styles.css não tem conteúdo.«Humana People to People : (Broschüre)» (PDF). planetaid.org (em inglês). Consultado em 19 de junho de 2022. Cópia arquivada (PDF) em 28 de novembro de 2010 line feed character character in |título= at position 24 (ajuda)
18. ↑  «Humana und die Entwicklungshilfe». Consultado em 20 de dezembro de 2009
19. ↑  Michael Durham (1996). «Humana's Rags to Riches Cash Trail». culteducation.com (em inglês). Cult Education Institute. Consultado em 19 de junho de 2022
20. ↑  Artikelsammlung AGPF e. V. 1996-2001
21. 1 2  Frank Nordhausen (19 de março de 2009). «Afrika-Hilfe umsonst. Ehemalige Mitarbeiter werfen der Firma Humana Ausbeutung vor. Die Bundesregierung hat jetzt reagiert». Berliner Zeitung. Consultado em 17 de junho de 2015
22. ↑  «They say that their second-hand clothing shops fund development projects, but 87% of that revenue stays in Europe – Danwatch» (em inglês). 8 de fevereiro de 2021. Consultado em 24 de janeiro de 2023
23. ↑   «AGFUND Prize 2000». agfund.org (em inglês). Arab Gulf Programme for United Nations Development Organizations. 2000. Consultado em 19 de junho de 2022A página Predefinição:Vorlage:IconExternal/styles.css não tem conteúdo.«AGFUND Prize 2000». agfund.org (em inglês). Arab Gulf Programme for United Nations Development Organizations. 2000. Consultado em 19 de junho de 2022
24. ↑  Arquivado em [Falta data] na generation-europe.eu.com [Erro: arquivo url desconhecido]
25. ↑   Arquivado em [Falta data] na iicd-volunteer.org [Erro: arquivo url desconhecido]
26. ↑  «Humana People to People India in Global Competition». humana-india.org. 2006. Consultado em 19 de junho de 2006A página Predefinição:Vorlage:IconExternal/styles.css não tem conteúdo.«Humana People to People India in Global Competition». humana-india.org. 2006. Consultado em 19 de junho de 2006
27. ↑   «OFID annnounces Annual Award recipient. HUMANA People to People to receive first Award». opecfund.org (em inglês). OPEC-Fonds für Internationale Entwicklung. 9 de maio de 2006. Consultado em 19 de junho de 2022A página Predefinição:Vorlage:IconExternal/styles.css não tem conteúdo.«OFID annnounces Annual Award recipient. HUMANA People to People to receive first Award». opecfund.org (em inglês). OPEC-Fonds für Internationale Entwicklung. 9 de maio de 2006. Consultado em 19 de junho de 2022
28. ↑   «Rwanda project wins Commonwealth education award». thecommonwealth.org (em inglês). Commonwealth of Nations. 28 de agosto de 2012. Consultado em 19 de junho de 2022